# Raleigh Cougars
I Raleigh Cougars sono stati una franchigia di pallacanestro della USBL, con sede a Raleigh, nella Carolina del Nord, attivi dal 1997 al 1999.
Raggiunsero i play-off nel 1997 e nel 1998, perdendo rispettivamente in semifinale e al promo turno. Si sciolsero alla fine del campionato 1999.

## Stagioni
| Stagione | Lega | Denominazione   | V  | P  | %    | Piazzamento | Play-off    |
| -------- | ---- | --------------- | -- | -- | ---- | ----------- | ----------- |
| 1997     | USBL | Raleigh Cougars | 14 | 12 | 53,8 | 2º          | Semifinale  |
| 1998     | USBL | Raleigh Cougars | 11 | 14 | 44,0 | 2º          | Primo turno |
| 1999     | USBL | Raleigh Cougars | 5  | 21 | 19,2 | 4º          | -           |